# Wissensmanagement
Wissensmanagement [-mænɪdʒmənt] (englisch knowledge management) ist ein zusammenfassender Begriff für alle strategischen bzw. operativen Tätigkeiten und Managementaufgaben, die auf den bestmöglichen Umgang mit Wissen abzielen (wissensförderliche Rahmenbedingungen). Beiträge zum Wissensmanagement – theoretischer wie praktisch-anwendungsorientierter Art – werden in vielen Disziplinen entwickelt, insbesondere in der Betriebswirtschaftslehre, der Informatik, der Informationswissenschaft, der Sozialwissenschaft, der Pädagogik oder der Wirtschaftsinformatik.

## Individuelles versus strukturelles Wissen

### Definition
Wissensmanagement ist die methodische Einflussnahme auf die Wissensbasis einer Organisation (organisationales Wissensmanagement) bzw. eines Individuums (Persönliches Wissensmanagement). Unter der Wissensbasis werden alle Daten und Informationen, alles Wissen und alle Fähigkeiten verstanden, die diese Organisation bzw. Person zur Lösung ihrer vielfältigen Aufgaben hat oder haben sollte.
Bei organisationalem Wissensmanagement sollen individuelles Wissen und Fähigkeiten (Humankapital) systematisch auf unterschiedlichen Ebenen der Organisationsstruktur verankert werden. Organisationales Wissensmanagement kann daher als intervenierendes Handeln verstanden werden, das auf den Theorien der Organisationslehre und des organisationalen Lernens beruht und diese systematisch in die Praxis überführen will.
Als ein Ergebnis des heutigen wissens- und innovationsorientierten Kommunikationszeitalters wird das im Unternehmen vorhandene Wissenskapital immer mehr zum entscheidenden Produktionsfaktor. Das Wissen innerhalb eines Unternehmens wird somit als Produktionsfaktor verstanden, der neben Kapital, Arbeit und Boden tritt. Die strategische Grundlage für das Wissensmanagement bietet vor allem die Wissensbasierte Unternehmenssicht (englisch Knowledge-based View of the Firm). Diese stellt eine Erweiterung der Auffassung dar, Information (z. B. im Rahmen der Marktgestaltung und -beeinflussung) als betriebliche Ressource bzw. als Produktionsfaktor zu sehen.
Ein zentrales Element bilden meist Informationssysteme, indem sie die Mitarbeiter kommunikativ vernetzen und Informationen bereitstellen und bewahren.
Kritisiert wird am Ansatz des Wissensmanagements von wissenschaftlicher Seite vor allem ein undifferenzierter Wissensbegriff, der oft nicht hinreichend von den Begriffen „Daten“ und „Informationen“ abgegrenzt wird. Ferner wird ein sachlich unangemessenes oder gar paradoxes Verständnis des Produktionsfaktorenkonzepts beanstandet, wie es sich v. a. in der Rede von der „immateriellen Ressource Wissen“ niederschlägt, sowie eine einseitige Orientierung an bestimmten älteren, von der modernen Managementlehre teilweise bereits revidierten mechanistischen Steuerungs- und Machbarkeitsvorstellungen. Ungeklärt ist zudem die rechtliche Frage, inwieweit und unter welchen Bedingungen Organisationen (einschließlich Wirtschaftsunternehmen) überhaupt einen Verwertungsanspruch auf die individuellen Wissensbestände ihrer Mitglieder (Mitarbeiter) geltend machen können. Solche Wissensbestände sind zunächst einmal als (oft kostspielig erworbenes) geistiges Privateigentum ihrer Träger zu betrachten. Diesem Sachverhalt wird in freiheitlich-demokratischen Gesellschaften in der Regel dadurch Rechnung getragen, dass zwischen Arbeitgebern und Arbeitnehmern Arbeitsverträge geschlossen werden, die den Arbeitgebern gegen Entgeltzahlung zwar das Recht auf Verwertung der Arbeitskraft, nicht aber zugleich des Wissens ihrer Mitarbeiter zumessen. An solchen Problemen tritt nach Ansicht mancher Autoren eine ideologische Voreingenommenheit (bias) des Wissensmanagement-Ansatzes zutage, der immer wieder dazu tendiert, eine theoretische Betrachtungsperspektive mit einer praktischen Handlungs- bzw. Gestaltungsperspektive zu vermischen – ein Vorwurf, der neuerdings gegen zahlreiche „Moden und Mythen des Managements“ (Alfred Kieser) erhoben worden ist.
Ungeachtet aller Einwände wurden in den letzten Jahren die Vorstände vieler Unternehmen um die Position des Chief Information Officers (CIO) mit dem Arbeitsschwerpunkt Informationsmanagement erweitert, dem die Aufgabe obliegt, die Informationsverarbeitung eines Unternehmens auf dessen Gesamtstrategie abzustimmen. Die Zielsetzungen praktischen Wissensmanagements gehen dabei deutlich über die reine Versorgung der Mitarbeiter mit Informationen hinaus:
- Mitarbeiter sollen lernend Qualifikationen und Fähigkeiten entwickeln und wertschöpfend einsetzen können.
- Die Klassifizierung von Wissen erfolgt in zwei Ausprägungspolen: einerseits sog. kodifizierbares Wissen (Explizites Wissen), das beschrieben werden kann und folglich geeignet ist, in Dokumenten vorgehalten zu werden, und andererseits implizites Wissen, das nicht bzw. nicht gewinnbringend in kodifizierbare Form gebracht werden kann.

Diesen beiden Extremausprägungen entsprechen den beiden fundamentalen Strategien des Wissensmanagements, die im Englischen bezeichnet werden mit „People-to-Document“ (Kodifizierung) bzw. „People-to-People“ (Personalisierung, Implizites oder Stilles Wissen, englisch tacit knowledge). Zur Weitergabe von implizitem Wissen sind also andere Ansätze und Methoden erforderlich als im Bereich „(bring) people-to-document(s)“, wo vor allem auf Datenbank- und Dokumentenmanagement beruhende Lösungsszenarien zur Verfügung stehen.
Die Unterscheidung in explizites vs. implizites Wissen – und die daraus abzuleitenden grundsätzlichen Schwerpunkte der Wissensmanagement-Strategie – haben vor allem in betriebswirtschaftlichen Anwendungsbereichen (Unternehmen) eine große Bedeutung, da gerade hier die betriebswirtschaftlichen Einschränkungen voll zum Tragen kommen: Echtes Expertenwissen z. B. tendiert sehr stark dazu, äußerste Komplexität mit eher geringer Gültigkeitsdauer zu kombinieren – und: je mehr etwas Expertenwissen ist, desto stärker sind diese beiden Kombinationsfaktoren (hohe Komplexität und geringe Dauer) ausgeprägt. Es ist dann aber im betriebswirtschaftlichen Kontext weder sinnvoll noch möglich, dieses implizite Wissen einer Kodifizierung (Dokumentation) zuzuführen, zumal auch auf der Rezipientenseite kaum jemand die Zeit hätte, diese sicherlich sehr umfangreiche Dokumentation zu lesen.
Das heißt im Umkehrschluss aber nichts anderes als: Für eine People-to-Document-Strategie (Datenbank, Dokumentenmanagement usw.) eignen sich eher Standardinhalte – wenig komplex und mit einer langen Gültigkeitsdauer.

### Wissenserfassung
Eine wesentliche Bedeutung im Rahmen des Wissensmanagements kommt der Wissenserfassung und -verarbeitung zu, siehe auch Wissensbilanz. Hier sind drei Komponenten von Bedeutung:

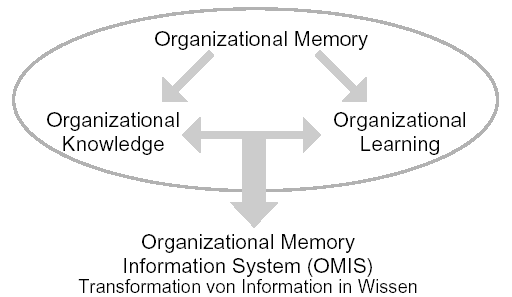
Wissenserfassung

Organisationsgedächtnis (englisch Organizational Memory)
Das organisationale Gedächtnis ist die Gesamtheit der Komponenten zur Wissenserfassung (Akquisition), Wissensaufbereitung (Maintenance) und Wissensnutzung (Search and Retrieval, siehe auch Recherche).
Organizational Knowledge
Dieses umfasst das gegenwartsbezogene Wissen einer Organisation und findet häufig in Knowledge-Datenbanken seinen Niederschlag.
Organizational Learning (Lernende Organisation)
Dieses befasst sich mit der Reproduktion des Organisationalen Wissens, z. B. durch Enterprise Wikis.
Vor der Implementierung von Wissensmanagement in einer Organisation ist eine Informationsbedarfsanalyse zweckmäßig (Mujan 2006). Da in kleinen und mittleren Unternehmen (KMU) nicht die volle Palette an Werkzeugen des Wissensmanagement (vor allem aus Kostengründen) realisiert werden kann, sind bei KMU Informationsbedarfsanalysen zwingend erforderlich (Gust von Loh 2008).

### Kontrolle versus Kreativität
Instruktionen bedeuten für Menschen etwas anderes als für Computer. Viele Autoren (u. a. Georg von Krogh) meinen, dass Wissen gar nicht verwaltet werden kann, da Management Kontrolle beinhaltet, Wissen aber auch auf dem kreativen Umgang mit Kontext und Assoziationen aufbaut, der durch Kontrolle behindert wird.

## Modelle

### Wissensmanagement nach Nonaka und Takeuchi

SECI-Modell nach Nonaka und Takeuchi

Als Mitbegründer des Wissensmanagements können die Japaner Ikujirō Nonaka und Hirotaka Takeuchi mit ihrem 1995 veröffentlichten Buch The Knowledge Creating Company (deutsch 1997 als Die Organisation des Wissens) angesehen werden. Aufbauend auf dem 1966 von Michael Polanyi vorgestellten Begriff des impliziten Wissens entwerfen sie ein Modell, bei dem Wissen in einer kontinuierlichen Transformation zwischen implizitem und explizitem Wissen erzeugt wird. Durch aufeinander folgende Prozesse der „Externalisierung“ (implizit zu explizit), „Kombination“ (explizit zu explizit), „Internalisierung“ (explizit zu implizit) und „Sozialisation“ (implizit zu implizit) wird Wissen innerhalb einer Organisation spiralförmig von individuellem Wissen auf höhere Organisationsstufen wie Personengruppen und ganze Firmen gehoben. Dieses als SECI-Modell bekannte Modell übte großen Einfluss auf die folgende Literatur und Forschung zum Thema Wissensmanagement aus. 2004 haben Nonaka und Takeuchi Wissensmanagement so definiert: "knowledge management is defined as the process of continuously creating new knowledge, disseminating it widely through the organization, and embodying it quickly in new products/services, technologies and systems". (Deutsch: Wissensmanagement ist der Prozess der kontinuierlichen Erzeugung von Wissen, seiner weiten organisationalen Verbreitung, und dessen rascher Verkörperung in neuen Produkten, Dienstleistungen und Systemen)

### Merkmale des Wissensmanagements nach Probst/Raub/Romhardt
Die Bausteine des Wissensmanagements sind ein verbreitetes Modell und eine leicht anwendbare Methode um Wissen zu managen. Die Methode sieht 8 Bausteine vor, von denen 6 die Kernprozesse des Wissensmanagements bilden. Um diesen Kernprozessen einen orientierenden und koordinierenden Rahmen zu geben, wurden 2 Bausteine (Wissensziele, Wissensbewertung) ergänzt. Die 6 Kernprozesse (Bausteine) bilden den „inneren“ Kreislauf, die strategischen den „äußeren“ Kreislauf. Diese 8 Bausteine sind:
Wissensziele
Sie geben dem Wissensmanagement eine Richtung. In ihnen wird festgelegt, auf welchen Ebenen, welche Fähigkeiten aufgebaut werden sollen. Hierbei wird unterschieden in normative Wissensziele (diese wirken auf die Unternehmenskultur), strategische (sie zielen auf den zukünftigen Kompetenzbedarf der Organisation ab) und operative Wissensziele, die auf konkrete Umsetzung fokussieren.
Wissensidentifikation
Bei diesem Baustein geht es um das Schaffen einer Transparenz über das interne und externe Wissensumfeld eines Unternehmens, dies umfasst interne und externe Daten, Informationen und Fähigkeiten. Viele Unternehmen bekunden Mühe, den Überblick über intern und extern vorhandene Daten, Informationen und Fähigkeiten zu behalten. Aus diesem Grund muss ein effektives Wissensmanagement in hinreichendem Maß interne und externe Transparenz ermöglichen und den einzelnen Mitarbeitenden bei seinen Suchaktivitäten unterstützen.
Wissenserwerb
Durch die Rekrutierung von Experten oder Akquisition von besonders innovativen Unternehmen können Firmen sich Know-how einkaufen, das sie aus eigener Kraft nicht entwickeln können. Etwas salopp formuliert: Zukaufen oder selbst entwickeln?
Wissensentwicklung
Wissensentwicklung ist ein ergänzender Baustein zum Wissenserwerb. Jenes Wissen, das nicht durch den Baustein Wissenserwerb abgedeckt werden soll, muss intern entwickelt werden.
Wissensverteilung
Die Kernfrage lautet: Wer sollte was in welchem Umfang wissen oder können und wie können die Prozesse der Wissens(ver)teilung erleichtert werden? Hierzu gibt es eine Vielzahl von Methoden wie zum Beispiel: Lessons Learned, After Action Review, Workshops, Jour fixe, Mentorenprinzip, Newsletter und vieles mehr.
Wissensnutzung
Nutzung ist der produktive Einsatz organisationalen Wissens.
Wissensbewahrung
Um wertvolle Sachkenntnisse zu erhalten, gilt es brauchbare Selektionsprozesse zu gestalten und sodann angemessen zu speichern wie auch zu aktualisieren.
Wissensbewertung
Im Vordergrund steht hier die Erreichung der Wissensziele.
Idealtypisch werden die Bausteine in einem Kreislauf abgearbeitet, in obenstehender Reihung der Bausteine, ausgehend von den Wissenszielen, wobei die Erkenntnisse aus der Wissensbewertung wieder in den Baustein Wissensziele einfließen. In der Realität tritt eine starke Vernetzung der Kernprozesse auf.

### Geschäftsprozessorientiertes Wissensmanagement
Geschäftsprozessorientiertes Wissensmanagement setzt sich zum Ziel, Wissen und Aktivitäten des Wissensmanagements auf die Geschäftsprozesse eines Unternehmens zu fokussieren. Damit wird zugleich eine Einbindung in die alltägliche Arbeit von Mitarbeitern erreicht. Der Ansatz wird unter anderem von Norbert Gronau (Universität Potsdam), Holger Nohr (Hochschule der Medien Stuttgart), Andreas Abecker (FZI Forschungszentrum Informatik) oder Peter Heisig und dem Fraunhofer IPK vertreten.
Wissensmanagement kann in mehrfacher Hinsicht prozessorientiert betrachtet werden (Holger Nohr 2004):
- Das Wissensmanagement im engeren Sinne kann als klassischer (Wissens-)Management-Prozess angesehen werden, der den Rahmen setzt für einzelne oder kombinierte Wissensprozesse (z. B. Identifikation, Suche, Verteilung oder Nutzung von Wissen).
- Eine zweite Sicht betrachtet den wissensbasierten Gestaltungsprozess von Geschäftsprozessen, wobei Prozesswissen generiert und angewendet wird.
- Die dritte Perspektive eines geschäftsprozessorientierten Wissensmanagements beschäftigt sich mit der Integration von Funktionswissen in die Durchführung von Geschäftsprozessen und die Anbindung von Wissensprozessen an Geschäftsprozesse.

Grundlage dieses Ansatzes sind die wissensorientierte Modellierung von Geschäftsprozessen (z. B. mit der KMDL oder mit Hilfe von erweiterten XML-Netzen) sowie der Einsatz von Anwendungssystemen (z. B. Workflow-Managementsysteme).

### Knowledge Engineering
Knowledge Engineering hat zur Aufgabe, die Komplexität des Welt- und Expertenwissens auf eine regelhafte Struktur abzubilden und in computergestützten Anwendungen dem Nutzer in einem intelligenten Informationssystem zu präsentieren. Dieser Bereich des Wissensmanagements umfasst vier zentrale Kategorien im Umgang mit menschlicher Information:
Erfassung des Wissens
Strukturierung und formelhafte Repräsentation
Abbildung von Wissen im Computer
Design und Architektur des Systems
Computerbasierte Verarbeitung von Wissen
Kombination von explizitem Wissen, Problemlösung und Generierung von Ergebnissen
Darstellung von Wissen
Präsentation in Hinblick auf interaktive Anwendungen durch den Benutzer, z. B. das Erzeugen von Ansichten („Views“) auf Inhalte („Content“)

### Wissensmarkt
Das Konzept des Wissensmarkts (engl. Knowledge Market) basiert auf der Annahme, dass für ein Unternehmen interessantes Wissen (z. B. Kompetenzen der Mitarbeiter oder Informationen über Kunden) eine knappe Ressource ist und damit einen Marktwert hat. Wissen ist eine Ressource, die sich durch Gebrauch und beim Teilen mit anderen nicht vermindert, sondern vermehrt. Daher kann Wissen sowohl innerhalb eines Unternehmens als auch unternehmensübergreifend wettbewerbswirksam entwickelt und genutzt werden.
Bei einem Wissensmarkt sind die angebotenen Informationen nur schwer miteinander vergleichbar. Die Beziehungen zwischen Wissensanbieter und Wissensnachfrager sind oft persönlicher Natur (Anreger, Coaches, Sponsoren oder Wissensmanager) und beruhen auf langfristig aufgebautem Vertrauen. Für den Wissenskäufer, der Wissen von außen zukauft, ist dieses Vertrauen von zentraler Bedeutung, da er nicht immer die Möglichkeit besitzt, die Qualität der angebotenen Leistungen einzuschätzen.
Nach K. North geht das Konzept des Wissensmanagement von der Gestaltung notwendiger organisatorischer Rahmenbedingungen aus und sieht das Ziel im Aufbau von Marktmechanismen, die zu einem Ausgleich zwischen Wissensangebot und Wissensnachfrage führen sollen. Die Vorteile dieses Modells liegen in der Selbstregulierung des entstehenden Wissensmarktes.
In der Praxis bedeutet das, dass ein geeigneter Mix aus Personalisierung und Kodifizierung (wo das Wissen nachgelesen werden kann, z. B. Datenbank, Qualitätshandbuch, Checklisten, Prozessablauf etc.) gefunden werden muss. Drei Bedingungen sind für den Wissensaufbau und Wissenstransfer von bzw. in Unternehmen im Sinne eines guten Knowledge Market unverzichtbar:
Anforderungen an das Unternehmensumfeld
Mit der positiven Entwicklung des Unternehmens bzw. Geschäftseinheiten müssen ein festes Unternehmensleitbild, Führungsgrundsätze (Management by Methods) und eine attraktives Anreizsystem etabliert und gekoppelt werden.
Regeln des Zusammenspiels
Der Wissensmarkt funktioniert genauso wie alle anderen Märkte, nämlich durch Anbieter und Nachfrager. Diese definieren Art und Weise (Festlegung der Spielregeln) für den Wissensmarkt. Daher ist es notwendig, dass Spielregeln festgelegt und allgemein artikuliert werden.
Organisationsstruktur für Wissensgenerierung
Die Umsetzung von Wissensaufbau und Wissenstransfer bedürfen eines Mediums (z. B. durch Wissenslandkarte, Mitarbeiterworkshops, Experten-Communities, Online Assessment oder klassisch nach der Interview-Methode). Durch internes Benchmarking können die unterschiedlichen Best practices verglichen und die vorhandenen Kompetenzen in Wissensmärkte eingeführt werden.

### Ansätze zur Reifegradbewertung
Reifegradmodelle für Wissensmanagement verfolgen das Ziel einer ganzheitlichen qualitativen
oder quantitativen Beurteilung von Wissensmanagement-Aktivitäten und -Prozessen einer Organisation.
Auf dieser Basis können dann Handlungsempfehlungen zur Erreichung eines höheren Reifegrades abgeleitet werden. Existierende Reifegradmodelle für Wissensmanagement basieren in der Regel auf dem Capability Maturity Model for Software (CMMI), einem fünfstufigen Prozessmodell zur quantitativen Beurteilung und Verbesserung des Reifegrades von Softwareentwicklungsprozessen in Organisationen, bzw. auf dessen europäischem Pendant SPICE. Derzeit existieren einige theoretische, zum Teil aber auch durch entsprechende Werkzeuge unterstützte Reifegradmodelle zur Beurteilung des WM-Reifegrades wie das Berztiss’ Capability Maturity for KM, Kochikar’s Knowledge Management Maturity Model oder das Knowledge Process Quality Model (KPQM).

#### Kochikar's Knowledge Management Maturity Model (KMMM)
Das Kochikar's Knowledge Management Maturity Model (KMMM) wurde im Jahr 2000 von Kochikar entwickelt und basiert auf den drei Hauptbereichen People (Mitarbeiter), Process (Prozesse) und Technology (Technologie).
Das Modell definiert fünf Reifegradstufen:
1. Default: Die Organisation verfügt über keine expliziten Wissensmanagementprozesse und -strukturen. Wissen wird hauptsächlich informell und unstrukturiert ausgetauscht.
2. Reactive (Reaktiv): Die Organisation erkennt die Bedeutung von Wissensmanagement und reagiert auf spezifische Probleme, indem sie ad hoc Lösungen implementiert.
3. Aware (Bewusst): Die Organisation entwickelt ein grundlegendes Verständnis für Wissensmanagement und beginnt, formale Prozesse zu etablieren, um Wissen zu erfassen und zu teilen.
4. Convinced (Überzeugt): Die Organisation implementiert umfassende Wissensmanagementprozesse und -systeme, die eine effektive Nutzung und Verteilung von Wissen ermöglichen. Es besteht ein Bedarf an Wissen, der gezielt geteilt wird.
5. Sharing (Teilen): Auf dieser Stufe wird Wissensmanagement integraler Bestandteil der Organisationskultur. Es gibt organisationale Wissensmanagementsysteme, die das Teilen von Wissen auf breiter Basis ermöglichen und eine direkte Verbindung zwischen Wissensmanagementprozessen und -ergebnissen herstellen. Die Organisation entwickelt eine selbsttragende Bewegung des Wissensaustauschs und institutionalisiert eine Kultur des Wissensaustauschs.

Das KMMM bietet eine detaillierte Beschreibung der Verhaltensmerkmale und Identifizierung der Parameter auf jeder Stufe. Es stellt eine objektive Bewertungsmethodik bereit, jedoch wurde das Modell bisher nicht validiert. Es gibt keine klare Klassifizierung der Parameter auf Stufe 5 und es fehlt eine erweiterte Betrachtung der organisationalen Reife im Bereich des Wissensmanagements.

#### Knowledge Process Quality Model
Das Knowledge Process Quality Model (KPQM) von Oliver Paulzen und Primoz Perc wurde für die Reifegradbewertung von Wissensprozessen entwickelt und dient als Unterstützung für Wissensmanager. KPQM beschreibt die Entwicklung der Prozessreife auf sechs Stufen, die anhand von vier Entwicklungspfaden untersucht werden. Mit Hilfe der detaillierten Vorgabe von notwendigen Aktivitäten und Ergebnissen ist aus den Bewertungsergebnissen eine direkte Ableitung von priorisierten Maßnahmen für das Wissensmanagement möglich.
Reifegradstufen:
- 0 Initial
- 1 Bewusst
- 2 Gesteuert
- 3 Standardisiert
- 4 Quantitativ gesteuert
- 5 Kontinuierliche Verbesserung

Auf jedem Reifegrad werden zur Untersuchung der Wissensprozesse folgende Entwicklungspfade betrachtet:
- Ablauforganisation
- Mitarbeitereinsatz und Wissensnetzwerke
- Akzeptanz und Motivation
- Rechnerbasierte Unterstützung

Prozessattribute (z. B. Ausbildung der Mitarbeiter und Führungskräfte), die jeder Reifegradstufe und jedem Entwicklungspfad zugeordnet sind, dienen der detaillierten Bewertung der Prozesse.
Die Grundidee des Modells basiert auf dem SPICE-Modell (Software Process Improvement and Capability Determination) aus der Softwareentwicklung und berücksichtigt die Besonderheiten des Wissensmanagements durch die Einbeziehung spezifischer Wissensmanagements-Modelle.

## Methoden
Methoden und Instrumente des Wissensmanagements unterstützen die konkrete Umsetzung von Wissenszielen im Unternehmen. Eine umfassende Übersicht bzw. Klassifikation von Wissensmanagement-Instrumenten nach zum Teil überlappenden Funktionsgruppen ist beispielsweise durch Heiko Roehl erfolgt. Hier werden personenbezogene, problemlösungsbezogene, kommunikationsbezogene, arbeitsbezogene und die technische Infrastruktur betreffenden Instrumente differenziert. Nachfolgend werden nun ausgewählte Instrumente und Methoden vorgestellt:
- Planungsmethoden
  - Wissensaudit
  - Knowledge Intensity Portfolio
  - Knowledge Management Profile
  - Knowledge Asset Road Map
  - Wissensbilanz
  - Knowledge Flow Analysis

- Repräsentationsmethoden
  - Wissenslandkarte (Knowledge Maps)
  - Mind-Mapping
  - iMapping
  - Ontologien
  - Geschäftsprozessmodellierung, siehe auch Geschäftsprozess
  - Geschäftsprozessorientiertes Wissensmanagement
  - Knowledge Modeling and Description Language

- Kreativitätsmethoden, siehe auch Ideenfindung
  - Intuitive Methoden
  - Diskursive Methoden

- Methoden der Wissensförderung
  - Lessons Learned
  - Best practice Sharing

- Dialogische Verfahren
  - Storytelling
  - Barcamp
  - Knowledge-Café
  - Triadengespräch
  - Wissenstransfer
  - Wissensstafette
  - Wissenszirkel
  - Wissenswerkstatt

- Methoden der Organisation
  - Communities of Practice (einrichten und managen)

- Bewertungsmethoden
  - Deduktiv-summarische Ansätze
  - Induktiv-analytische Ansätze
  - Reifegradmodelle für Wissensmanagement
  - Knowledge Process Quality Model
  - Benchmarking

- Speicherungsmethoden
  - Mikroartikel
  - Enterprise Wiki
  - Content-Management-System

## Techniken
- Groupwaresysteme
  - Kommunikationssysteme
  - Kollaborationssysteme
  - Koordinationssysteme
- Social Software
  - Wikis
  - Blogs
  - Social Bookmarking
- Inhaltsorientierte Systeme
  - Dokumentenmanagementsysteme
  - Content-Management-Systeme
  - Learningcontentmanagementsysteme
  - Portalsysteme
  - Lernmanagementsysteme
- Systeme der künstlichen Intelligenz
  - Expertensysteme
  - Agentensysteme
  - Text-Mining-Systeme
- Führungsinformationssysteme
  - Data-Warehouse-Systeme
  - OLAP-Systeme
  - Data-Mining
- Sonstige Systeme
  - Suchdienste
  - Suchmaschinen
  - Expertenverzeichnisse (Yellow Pages)
  - Visualisierungssysteme
  - Produktkonfiguratoren
  - Customer-Relationship-Management-Systeme

Diese Techniken können auch in einem System integriert werden, so dass beispielsweise ein Unternehmen ein Wissensmanagementsystem auf Basis eines Intranets nutzt. In diesem Intranet können mehrere Komponenten wie ein Content-Management-System, ein Dokumentenmanagementsystem und eine Suchfunktion über eine Suchmaschine implementiert sein.

## Aktuelle Themen im Wissensmanagement
- Wissen messen und managen, z. B. durch die Wissensbilanz, Wissensaudit, Balanced Scorecard, oder den Skandia Navigator.
- Soziale Netzwerke, Kompetenznetzwerke und Communities of Practice
- Organisationsstruktur & Wissensmanagement (Wissensmarkt),[14] Organisationsstruktur für Wissensgenerierung, Hypertextorganisation,[15] Ansatzpunkte zur Gestaltung einer wissensorientierten Organisationsstruktur[16]
- Wissensmanagement und Web 2.0 – Einsatz von Social Software wie Wikis und Blogs im Wissensmanagement
- Standardisierung des Wissensmanagements (DIN)
- Wissenstransfer, z. B. Schutz vor Wissensverlust durch ausscheidende Mitarbeiter,[17][18] siehe auch demographischer Wandel[19]
- Wissensextraktion, -strukturierung und -speicherung auf der Basis von Ansätzen des Semantic Web
- Best Practices für Wissensmanagement
- Erfolgsfaktoren, Nutzen und Nachhaltigkeit von Wissensmanagement-Ansätzen
- Bewusstsein schaffen für die Relevanz von Wissensmanagement
- Wissenskultur, z. B. Einfluss der Unternehmenskultur auf den Wissenstransfer, Ansatzpunkte zur Gestaltung einer wissensorientierten Organisationskultur[20][21]